# Cnesterodon decemmaculatus
Cnesterodon decemmaculatus är en fiskart som först beskrevs av Leonard Jenyns 1842.  Cnesterodon decemmaculatus ingår i släktet Cnesterodon och familjen Poeciliidae. Inga underarter finns listade i Catalogue of Life.